# Ризька агломерація
Ризька агломерація — економічно, соціально і географічно об'єднаний регіон, що складається з Риги (столиці Латвії) та прилеглих до неї міст, селищ і сільських районів, які тісно пов'язані з Ригою в різних аспектах, таких як інфраструктура та ринок праці. Ризька агломерація є найбільшою міською агломерацією в Латвії.
Люди, які живуть у Ризькій агломерації, часто працюють, навчаються і беруть участь у різних заходах у Ризі. Території в межах Ризької агломерації тісно інтегровані з Ригою в економічному плані, слугуючи основним центром роботи, освіти, культури і торгівлі. 

## Міста Ризької агломерації
- Рига
- Юрмала
- Кекава
- Олайне
- Саласпілс
- Балдоне
- Адажі
- Баложі
- Кегумс
- Лієлварде
- Ікшкіле
- Огре
- Марупе
- Саулкрасти